# Al-Aziz Utman
Al-Malik Al-Aziz Osman bin Salahadin Yusuf (1171-29 de noviembre de 1198) fue un gobernante kurdo y el segundo sultán ayubí de Egipto. Era el segundo hijo de Saladino.
Antes de su muerte, Saladino había dividido sus dominios entre sus parientes: al-Afdal recibió Palestina y Siria, a al-Aziz le asignó Egipto, al-Zahir recibió Alepo, al-Adil obtuvo Kerak y Shawbak y Turan-Shah mantuvieron el Yemen. Sin embargo, el conflicto pronto estalló entre ellos y al-Adil se convirtió en el señor indiscutido de Siria, la Alta Mesopotamia, Egipto y Arabia. Al-Aziz Uthman sucedió a su padre y gobernó el imperio en su conjunto entre 1193 y 1198.
A pesar de que Al-Aziz había heredado específicamente la soberanía sobre todo el imperio ayubí, pronto tuvo que enfrentar revueltas de los emires zanguíes de Mosul, por Sanjar y de los artúquidas en el sur de Irak. Cuando al-Afdal expulsó a todos los ministros que dejó su padre para apoyarlo, marcharon a Egipto y solicitaron a al-Aziz que reconquistase Siria. El sultán al-Aziz sitió Damasco y al-Afdal pidió ayuda del hermano de Saladino, Al-Adil, que conocía a Al-Aziz y consiguió lograr una reconciliación. Al año siguiente, al-Aziz volvió a atacar Siria, pero al-Afdal fue capaz de persuadir a algunos de los emires del ejército de al-Aziz para que desertasen. Más tarde Al-Adil se alió con al-Aziz contra al-Afdal, como resultado este cercó y conquistó Damasco el 3 de julio de 1196. Al-Afdal fue exiliado a Saljad, mientras que al-Aziz se proclamó jefe supremo del imperio ayubí. Sin embargo, la mayor parte del poder efectivo estaba en manos de al-Adil, que se instaló en Damasco.
Durante su reinado, al-Aziz trató de demoler la Gran Pirámide de Giza, pero tuvo que renunciar porque la tarea era demasiado grande. Sin embargo, logró dañar la de Micerinos. Al-Aziz también desempeñó un papel importante en la historia de las empresas de construcción y de la construcción en Banias y Subaybah.
Murió en un accidente de caza a finales de 1198. Fue enterrado en la tumba de su hermano mayor, al-Mu'azzam.